# Czarna polewka (Sparta)
Czarna polewka – w starożytnej Sparcie tradycyjna potrawa spożywana podczas wspólnych wieczerzy – syssitii. Złożona z gotowanego we krwi mięsa wieprzowego, zaprawionego octem i solą.